# Nordic Sociological Association
Die Nordic Sociological Association (NSA) ist ein Zusammenschluss der soziologischen Fachgesellschaften von Dänemark (Dansk Sociologiforening), Finnland (The Westermarck Society), Island (Félagsfræðingafélag Íslands), Norwegen (Norsk sosiologforening) und Schweden (Sveriges Sociologförbund). 
Alle Mitglieder der jeweiligen nationalen Soziologievereinigungen sind automatisch Mitglieder der NSA. Die Hauptaufgaben der NSA sind die Herausgabe der vierteljährlichen Zeitschrift Acta Sociologica, die Veranstaltung einer zweijährig stattfinden Fachkonferenz (Nordic Sociological Association Conference) sowie die Unterstützung der beruflichen Entwicklung im Bereich der Soziologie in den Nordischen Ländern. 
Die NSA ist Mitglied der European Sociological Association und der International Sociological Association.
NSA-Vorsitzende ist (Stand 2023) Maria Brandén aus Schweden.